# Spargaloma semilineata
Spargaloma semilineata là một loài bướm đêm trong họ Erebidae.